# کراسنی لس (ناحیه لیبرتس)
کراسنی لس (ناحیه لیبرتس) (به چکی: Krásný Les) یک منطقهٔ مسکونی در جمهوری چک است که در ناحیه لیبرتس واقع شده است. کراسنی لس ۱۳٫۴۹ کیلومتر مربع مساحت و ۴۲۸ نفر جمعیت دارد و ۳۳۵ متر بالاتر از سطح دریا واقع شده است.